# Czerkiesowskij
Czerkiesowskij (ros. Черкесовский) – chutor w Rosji, w obwodzie wołgogradzkim, w rejonie nowoannińskim. W 2010 liczył 1545 mieszkańców.